# Lecco Calcio 1975-1976
Questa voce raccoglie le informazioni riguardanti il Lecco Calcio nelle competizioni ufficiali della stagione 1975-1976.

## Stagione
La dirigenza bluceleste e il diesse Giulio Cappelli decidono di investire sull'allenatore italo-argentino Oscar Massei, ex giocatore di Inter e Spal, per tentare il ritorno tra i cadetti. Dal mercato si registra la partenza di Michele De Nadai passato al Milan e l'arrivo del centravanti Giuseppe Giavardi di scuola Inter ma proveniente dal Como, che segna 14 reti in campionato e una in Coppa.
Il campionato è stato vinto alla grande dal promosso Monza di Alfredo Magni, che ha primeggiato con 58 punti, dodici in più della seconda, la Cremonese e quattordici in più del Lecco, giunto terzo. Sono retrocesse in Serie D il Vigevano, il Trento e il Belluno.
Nella Coppa Italia Semiprofessionisti il Lecco vince il proprio girone qualificatorio superando Seregno e Cantù; quindi nei sedicesimi supera l'Alessandria nel doppio confronto, negli ottavi i bluceleste superano lo Juniorcasale, poi vengono fermati dal Monza nei quarti, dopo un doppio pareggio a reti bianche, perdendo ai tiri di rigore.

## Rosa
| N. |                   | Ruolo | Calciatore           |
| -- | ----------------- | ----- | -------------------- |
|    | Italia (bandiera) | A     | Sergio Angiolillo    |
|    | Italia (bandiera) | D     | Gilberto Bonini      |
|    | Italia (bandiera) | P     | Carlo Carnelutti     |
|    | Italia (bandiera) | C     | Giuseppe Dellera     |
|    | Italia (bandiera) | A     | Gianni De Rosa       |
|    | Italia (bandiera) | D     | Adelio Filacchione   |
|    | Italia (bandiera) | A     | Guido Geremia        |
|    | Italia (bandiera) | A     | Giuseppe Giavardi    |
|    | Italia (bandiera) |       | Goffi                |
|    | Italia (bandiera) |       | Ligato               |
|    | Italia (bandiera) | D     | Giorgio Magnocavallo |
|    | Italia (bandiera) | A     | Angelo Marchi        |

| N. |                   | Ruolo | Calciatore          |
| -- | ----------------- | ----- | ------------------- |
|    | Italia (bandiera) | P     | Gilberto Martignoni |
|    | Italia (bandiera) | C     | Dante Mircoli       |
|    | Italia (bandiera) | D     | Marco Parini        |
|    | Italia (bandiera) | C     | Potito Pota         |
|    | Italia (bandiera) | A     | Giampiero Pozzoli   |
|    | Italia (bandiera) | D     | Gabriele Ratti      |
|    | Italia (bandiera) | D     | Roberto Santi       |
|    | Italia (bandiera) | D     | Pierluigi Sartirana |
|    | Italia (bandiera) | P     | Gianfranco Troilo   |
|    | Italia (bandiera) | D     | Piero Volpi         |
|    | Italia (bandiera) | A     | Maurizio Zandegù    |

## Risultati

### Serie C

#### Girone di andata
| Arbitro: | Esposito (Torre Annunziata) |

|            |           |              |
| Scolati 7’ | Marcatori | 16’ Giavardi |

| Arbitro: | Bei (Roma) |

|          |           |                    |
| Pota 64’ | Marcatori | 53’ Gio. Ardemagni |

| Arbitro: | Mattei (Macerata) |

|                |           |  |
| Manservigi 84’ | Marcatori |  |

| Lecco 5 ottobre 1975 4ª giornata | Lecco          | 0 – 0 | Seregno | Stadio Mario Rigamonti\| Arbitro: \| Tani (Livorno) \| |
| Arbitro:                         | Tani (Livorno) |       |         |                                                        |

| Arbitro: | Grillenzoni (Finale Emilia) |

|                  |           |             |
| Santi 51’ (aut.) | Marcatori | 90’ Zandegù |

| Arbitro: | Vinci (Messina) |

|                     |           |  |
| P. Volpi 14’ (rig.) | Marcatori |  |

| Arbitro: | Patrussi (Arezzo) |

|              |           |                       |
| Osellame 70’ | Marcatori | 82’ Giuseppe Giavardi |

| Arbitro: | Lo Bello (Siracusa) |

|                    |           |              |
| De Vecchi 51’, 63’ | Marcatori | 14’ Giavardi |

| Arbitro: | Migliore (Salerno) |

|                              |           |                |
| Giavardi 55’ Filacchione 87’ | Marcatori | 81’ G.B. Motta |

| Arbitro: | Morganti (Ascoli Piceno) |

|  |           |                        |
|  | Marcatori | 41’ Marchi 75’ Zandegù |

| Arbitro: | Materassi (Firenze) |

|                                                      |           |  |
| Zandegù 6’, 73’ Giavardi 9’ Filacchione 44’ Pota 49’ | Marcatori |  |

| Arbitro: | Adamu (Cagliari) |

|                                               |           |  |
| Cassago 67’ Mondonico 88’ (rig.) Frediani 90’ | Marcatori |  |

| Arbitro: | Paparesta (Bari) |

|              |           |           |
| Giavardi 10’ | Marcatori | 79’ Bozza |

| Arbitro: | Vitali (Bologna) |

|                                       |           |                                             |
| Filippi 65’ (rig.), Goal’ (74), rig.’ | Marcatori | 30’ Giavardi 51’ Marchi 69’ (rig.) P. Volpi |

| Lecco 21 dicembre 1975 15ª giornata | Lecco                     | 0 – 0 | Belluno | Stadio Mario Rigamonti\| Arbitro: \| Madonna (Torre del Greco) \| |
| Arbitro:                            | Madonna (Torre del Greco) |       |         |                                                                   |

| Arbitro: | Lanzafame (Taranto) |

|  |           |             |
|  | Marcatori | 44’ Varnier |

| Arbitro: | Materassi (Firenze) |

|           |           |                          |
| Pozzi 75’ | Marcatori | 50’ Giavardi 85’ Zandegù |

| Arbitro: | D'Elia (Salerno) |

|              |           |  |
| Giavardi 75’ | Marcatori |  |

| Arbitro: | Bitocchi (Tivoli) |

|  |           |                                  |
|  | Marcatori | 54’ Giavardi 88’ (rig.) P. Volpi |

#### Girone di ritorno
| Arbitro: | Marino (Genova) |

|             |           |  |
| De Rosa 52’ | Marcatori |  |

| Arbitro: | Romanetti (Messina) |

|                    |           |  |
| Fornara 47’ (rig.) | Marcatori |  |

| Arbitro: | Agate (Torino) |

|                 |           |  |
| Filacchione 32’ | Marcatori |  |

| Arbitro: | Pieroni (Jesi) |

|                        |           |  |
| Canzi 56’ E. Rossi 85’ | Marcatori |  |

| Arbitro: | Redini (Pisa) |

|                                         |           |                  |
| P. Volpi 22’ (rig.) Angiolillo 71’, 88’ | Marcatori | 17’ Em. Frigerio |

| Vercelli 7 marzo 1976 25ª giornata | Pro Vercelli     | 0 – 0 | Lecco | Stadio Leonida Robbiano\| Arbitro: \| Castoldi (Vasto) \| |
| Arbitro:                           | Castoldi (Vasto) |       |       |                                                           |

| Arbitro: | Carvani (Piacenza) |

|                                        |           |             |
| P. Volpi 36’ (rig.) Schugur 70’ (aut.) | Marcatori | 7’ Osellame |

| Arbitro: | Sancini (Bologna) |

|              |           |                 |
| Giavardi 40’ | Marcatori | 30’ Sanseverino |

| Arbitro: | Menotti (Bologna) |

|                 |           |            |
| Ghio 31’ (rig.) | Marcatori | 4’ Geremia |

| Arbitro: | Migliore (Salerno) |

|              |           |  |
| Giavardi 47’ | Marcatori |  |

| Arbitro: | Gazzari (Macerata) |

|                                   |           |                     |
| B. Bianchi 34’ (rig.) Sartori 40’ | Marcatori | 5’ (aut.) Bassanese |

| Arbitro: | Stringaro (Udine) |

|                                                       |           |  |
| Marchi 5’ Zandegù 13’ Giavardi 39’ (rig.) De Rosa 82’ | Marcatori |  |

| Arbitro: | Grillenzoni (Finale Emilia) |

|                      |           |  |
| Bozza 16’ Perego 74’ | Marcatori |  |

| Arbitro: | Colasanti (Roma) |

|                        |           |           |
| Di Giovanni 64’ (aut.) | Marcatori | 13’ Prati |

| Arbitro: | Morganti (Ascoli Piceno) |

|              |           |  |
| Follador 26’ | Marcatori |  |

| Chioggia 16 maggio 1976 35ª giornata | Clodia Sottomarina          | 0 – 0 | Lecco | Stadio Fratelli Ballarin\| Arbitro: \| Esposito (Torre Annunziata) \| |
| Arbitro:                             | Esposito (Torre Annunziata) |       |       |                                                                       |

| Arbitro: | Prato (Lecce) |

|            |           |           |
| Zandegù 9’ | Marcatori | 23’ Pozzi |

| Arbitro: | Stringaro (Udine) |

|                                |           |                         |
| Iacovone 3’ Lizzari 74’ (rig.) | Marcatori | 7’ Giavardi 32’ Pozzoli |

| Arbitro: | Meneghetti (Verona) |

|                       |           |           |
| P. Volpi 51’ Pota 58’ | Marcatori | 87’ Brusa |

### Coppa Italia Semiprofessionisti

#### Fase eliminatoria a gironi
| Arbitro: | Stocco (Mestre) |

|             |           |                          |
| Rusconi 50’ | Marcatori | 79’ P. Volpi 89’ Zandegù |

| Arbitro: | Annis (Oristano) |

|                       |           |                      |
| Canzi 52’ Vanazzi 70’ | Marcatori | 41’ (aut.) Brambilla |

| Arbitro: | Stillacci (Torino) |

|                                            |           |                           |
| Marchi 6’ P. Volpi 40’ (rig.) Giavardi 50’ | Marcatori | 84’ Peverelli 86’ Malnati |

| Arbitro: | Menotti (Bologna) |

|                         |           |  |
| Geremia 70’ De Rosa 90’ | Marcatori |  |

#### Fase a eliminazione diretta
| Arbitro: | Celli (Trieste) |

|                                     |           |  |
| Filacchione 72’ P. Volpi 80’ (rig.) | Marcatori |  |

| Arbitro: | Carvani (Piacenza) |

|              |           |             |
| Maggioni 31’ | Marcatori | 47’ Zandegù |

| Arbitro: | Sancini (Bologna) |

|  |           |                     |
|  | Marcatori | 85’ (rig.) P. Volpi |

| Arbitro: | Ballerini (La Spezia) |

|            |           |  |
| Marchi 50’ | Marcatori |  |

| Monza 24 marzo 1976 Quarti di finale - Andata | Monza         | 0 – 0 | Lecco | Stadio Gino Alfonso Sada\| Arbitro: \| Longhi (Roma) \| |
| Arbitro:                                      | Longhi (Roma) |       |       |                                                         |

| Arbitro: | G. Panzino (Catanzaro) |

|  |                      |  |
|  | Tiri di rigore 3 – 4 |  |